# Thrixspermum leucarachne
Thrixspermum leucarachne är en orkidéart som beskrevs av Henry Nicholas Ridley. Thrixspermum leucarachne ingår i släktet Thrixspermum och familjen orkidéer. Inga underarter finns listade i Catalogue of Life.